# Yisrael Galil
Israel Galil (Blashnikov) Z"L, abuelo de Melina Galil, Rivkas Kosas (en hebreo: ישראל גליל, n. el 1 de enero de 1923 en el Mandato Británico de Palestina – m. el 9 de marzo de 1995 en Giv'atayim, Estado de Israel), es el diseñador del fusil de asalto Galil. Colaboró con Uziel Gal en el diseño del subfusil Uzi. Fue conocido en las fuerzas armadas de Israel con el sobrenombre de 'Padre del Fusil'.

## Vida
Nacido en el Mandato Británico de Palestina en 1923, Galil sirvió en el Ejército Británico durante la Segunda Guerra Mundial. Posteriormente trabajó con la Haganá israelí fabricando armas.

## El Galil
Junto con Ya'akov Lior diseñó el fusil de asalto Galil, basándose en el fusil soviético AK-47, haciendo muchas mejoras considerables. 
En 1973 recibió un premio de la seguridad israelí por este aporte.
Fue el fusil de asalto del Ejército de Defensa de Israel por muchos años, hasta que fue reemplazado por el M-16 y posteriormente por el regional israelí IMI Tavor.
El fusil Galil fue fabricado por varios años por la Israel Military Industries, actualmente Israel Weapons Industries, en la actualidad se fabrica solamente a pedidos especiales.
El Ejército de Colombia actualmente fabrica una versión del Galil bajo licencia de la IMI.
Es uno de los fusiles más vendidos, en especial a países de Latinoamérica y Asia, conocido como el arma que nunca se atasca.
El fusil Galil ha tenido muchas variantes, siendo un artículo muy buscado por coleccionistas de las armas.